# 孙阳 (演员)
孙阳（1989年7月26日—），出生于香港的影视男演员，主力在中国大陆发展。

## 生平
孙阳出生于香港，父亲是香港人，母亲是台湾人，毕业于中国文化大学戏剧系。2014年参演电影《大稻埕》，开始进入影视行业。2019年，在电影《过春天》中饰演男主角“阿豪”而崭露头角。
2019年7月，孙阳签约于演员董成鹏旗下的他城影业，正式在中国大陆发展。2020年，参演演艺真人秀节目《演员请就位2》，入选CCTV-6电影频道星辰大海青年演员优选计划。
2022年，担任第九届重庆青年电影展形象大使。
2023年，在电影《孤注一掷》中饰演反派“安俊才”一角为观众所熟知。
2024年，与金晨合作主演诈骗题材电影《“骗骗”喜欢你》在年底上映，票房收入4.43亿元人民币‌。

## 影视作品

### 电影
| 首映年份 | 电影名            | 角色             | 备注     |
| -------- | ----------------- | ---------------- | -------- |
| 2014     | 《大稻埕》        | 凤梨仔           |          |
| 2016     | 《消失爱人》      | 少年凯峰同学     |          |
| 2016     | 《美好的意外》    | 律师助理         |          |
| 2017     | 《绑架者》        | 被扒光警服的警察 |          |
| 2019     | 《过春天》        | 阿豪             |          |
| 2023     | 《温柔壳》        | 汽修行老板       |          |
| 2023     | 《孤注一掷》      | 安俊才           |          |
| 2023     | 《第八个嫌疑人》  | 陈欣年           |          |
| 2023     | 《人海同游》      | 钟思毅           | 特别出演 |
| 2024     | 《红毯先生》      | 孙杨             |          |
| 2024     | 《前程似锦》      | 王经理           |          |
| 2024     | 《“骗骗”喜欢你 》 | 欧阳晖           |          |
| 2025     | 《长安的荔枝》    | 赵辛民           |          |
| 待上映   | 《我的妈耶》      |                  |          |
| 待上映   | 《前程似锦》      | 王经理           |          |
| 待上映   | 《群星闪耀时》    |                  |          |
| 待上映   | 《发现之旅》      | 石子安           |          |

### 电视剧/网络剧
| 首播年份 | 剧名             | 角色   | 备注   |
| -------- | ---------------- | ------ | ------ |
| 2017     | 《深夜食堂》     | 孙健   |        |
| 2020     | 《了不起的女孩》 | 张芒   |        |
| 2021     | 《大宋宫词》     | 丁献容 |        |
| 2023     | 《青春之城》     | 卓烨   |        |
| 2024     | 《灿烂的风和海》 | 徐君乐 |        |
| 2025     | 《余烬之上》     | 廖知白 | 网络剧 |

### 综艺
| 播出年份 | 节目名             | 播出平台 |
| -------- | ------------------ | -------- |
| 2020     | 《演员请就位2》    | 腾讯视频 |
| 2024     | 《忙忙碌碌寻宝藏》 | 芒果TV   |

### 音樂錄影帶
| 年份 | 歌曲                 | 歌手 |
| ---- | -------------------- | ---- |
| 2014 | 《夢幻花 Mugenbana》 | LYRA |

## 人物评价
生活中的孙阳是文艺青年，不是一个有“包袱”的人，与《孤注一掷》剧中角色小混混“阿才”反差极大，喜欢篮球，对服饰、潮流文化感兴趣。
孙阳是一位很有实力的演员，在《孤注一掷》饰演的反派安俊才（才哥），演出了角色的多面性与复杂性，也收获了影迷的喜爱。在电影里，“才哥”放走了“安娜（金晨饰演）”，他也因此被网友侃称为“纯爱战士”。